# Takayasu Fukuda
Takayasu Fukuda (福田 貴泰 Fukuda Takayasu?) (27 de junio de 1982) es un luchador profesional japonés, más conocido por los nombres artísticos Mango Fukuda y Bear Fukuda.

## Carrera

### Toryumon (2003-2004)
Fukuda debutó en Toryumon Mexico en 2003 bajo su verdadero nombre, siendo el segundo luchador más pesado en el Último Dragón Gym por detrás de Toru Owashi. Al poco tiempo, Fukuda se alió con Takeshi Minamino y Kenichi Hanai para formar el stable heel Los Salseros Japóneses. En él, Takayasu adoptó el nombre de Mango Fukuda (マンゴー福田 Mangō Fukuda?) y comenzó a usar el gimmick de Minamino y Hanai, caracterizado por bailar salsa antes de -y durante- los combates y por atacar con guitarras a sus oponentes. Fukuda y Hanai participaron en la Yamaha Cup 2001, pero fueron derrotados por Sailor Boys (Kei Sato & Shu Sato) en la semifinal. Tras ello, dos nuevos miembros fueron introducidos en el grupo, Banana Senga & Passion Hasegawa, pero solo de forma ocasional.
En mayo de 2005, el trío ganó el UWA World Trios Championship al derrotar a Solar, Ultraman & Ultraman, Jr.

### Michinoku Pro Wrestling (2004-2006)
A finales de 2004, Los Salseros Japóneses fueron trasladados a Michinoku Pro Wrestling. Allí, todavía como heels, ganaron la Futaritabi Tag Team League al derrotar Hanai & Fukuda a Kazuya Yuasa & Kesen Numajiro. Al año siguiente el grupo consiguió numerosas de victorias, llegando a derrotar en un vasto número de ocasiones a una coalición compuesta por The Great Sasuke, Jinsei Shinzaki, Shanao, Kei Sato, Shu Sato y otros.
En junio de 2006, Los Salseros Japóneses perdieron el UWA World Trios Championship contra Maguro Ooma, Kei Sato & Shu Sato cuando Minamino golpeó accidentalmente a Hanai. Tras ello, Hanai se rebeló contra Minamino y causó la disensión del grupo. Entonces, Fukuda cambió su nombre al de Bear Fukuda (ベアー福田 Beā Fukuda?), y adoptó el gimmick de un peleador callejero.

### HUSTLE (2005-2006)
En marzo de 2005, Fukuda debutó en HUSTLE como HUSTLE Kamen Yellow (ハッスル仮面 イエロー Hassuru Kamen Ierō?), miembro del grupo HUSTLE Kamen Rangers. Yellow fue presentado como el integrante más grande y fuerte del grupo, caracterizado por su gran apetito y tozudez, y vestido con un traje amarillo que no se le ajustaba bien debido a su ancha cintura. HUSTLE Kamen Yellow destacaba entre sus compañeros por su gran tamaño y peso, lo que no le impedía realizar maniobras ágiles como ellos, y ganó una gran popularidad. Hizo equipo sobre todo con HUSTLE Kamen Red y HUSTLE Kamen Blue para enfrentarse a los esbirros del Monster Army, consiguiendo numerosas victorias contra ellos. Sin embargo, Yellow fue abducido por Monster Kamen Rangers, subordinados del Monster Army, y sufrió un lavado de cerebro que lo convirtió en Monster Kamen Yellow, su versión malvada. Sin embargo, gracias a los esfuerzos de sus compañeros, a los que ahora se sumaba HUSTLE Kamen Green, Yellow volvió al equipo y juntos derrotaron a Monster Kamen Rangers en Hustlemania 2006. Tras ello, los integrantes de HUSTLE Kamen Rangers proclamaron que irían a mantener la paz más allá de HUSTLE, y desaparecieron.
En 2008, Yellow hizo una aparición sorpresa, haciendo equipo con Keroro Gunso (un luchador basado en el personaje del anime homónimo Keroro Gunso) para derrotar a Red Onigumo & Blue Onigumo. También, en agosto y septiembre de 2009, Yellow apareció para hacer equipo con KG contra Hajime Ohara & The C.

### Pro Wrestling El Dorado (2006-2008)
En 2006, Bear Fukuda debutó en Pro Wrestling El Dorado, donde formó equipo con Guillermo Akiba. Desde sus primeras apariciones en la empresa, Fukuda se enfrentó con luchadores de la talla de Shinjiro Otani y Akira Taue, aunque sin lograr victorias. Sin embargo, poco después Fukuda se alió con Toru Owashi y entró a formar parte de su grupo Animal Planets, el cual estaba enfrentado con SUKIYAKI (dirigido por Shuji Kondo) y Hell Demons (dirigido por Kei y Shu Sato).
A mediados de 2008, Fukuda compitió en la Greatest Golden League 2008, obteniendo victorias contra Kinya Oyanagi y YASSHI, pero no logró ganar, siendo finalmente eliminado por Toru Owashi. En diciembre de 2008, El Dorado tuvo su evento final, en el que Fukuda y todos los luchadores de la empresa ayudaron en la derrota de Hell Demons. Poco después, la empresa cerró, liberando a todos sus empleados.

### Dramatic Dream Team (2007-2008)
En 2006, Bear comenzó a aparecer en Dramatic Dream Team como el guardaespaldas de Poco Takanashi. Más tarde retomó su viejo gimmick de Mango Fukuda y se alió con Poison Sawada JULIE y Masami Morohashi para formar el Fruit Gundan, al que más tarde se unirían Peach Owashi y otros miembros ocasionales, como Watermelon Sakai, Blueberry TAKUYA y Snake Balloon. El grupo era una reminiscencia de la antigua facción de Los Salseros Japóneses, y al igual que ella tuvo cierto éxito, ganando el DDT Jiyugaoka 6-Man Tag Team Championship contra HARASHIMA, Muscle Sakai & Yusuke Inokuma. A finales de 2008, la banda desapareció.
Poco después, Fukuda y Balloon se unieron a King Ala Moana como sus secuaces. Fukuda recibió el nombre de King Ala Moana #2, y comenzó a usar un gimmick de rey hawaiano similar al del Moana original. El trío no duró mucho, ya que Moana les derrotó a ambos en un combate triple para decidir quién de ellos era el auténtico rey. Poco después, Fukuda dejó de aparecer en DDT.

### All Japan Pro Wrestling (2007)
En enero de 2007, Fukuda apareció en All Japan Pro Wrestling como Mastadon (マスター・ドン Masutā Don?), ataviado con un disfraz amarillo de apariencia abstracta. Mastadon se enfrentaría a AHII, aliándose con Tow Van John contra él, pero sin conseguir victorias. El combate final de Fukuda en la AJPW fue un handicap match con Wan John contra AHII, pero Mastadon y su aliado perdieron después de la irrupción de un segundo AHII.

### Kensuke Office Pro Wrestling (2008-2011)
En 2008, Bear Fukuda comenzó a aparecer en Kensuke Office Pro Wrestling, territorio de desarrollo de Pro Wrestling NOAH y Dragon Gate, lo que le granjeó algunas apariciones en SEM, uno de los programas de NOAH. En Kensuke Office, Bear compitió sobre todo al lado de CHANGO y Go, luchando contra luchadores provenientes de El Dorado y de una gran variedad de empresas.

### Dradition Pro Wrestling (2008-presente)
También en 2008, Fukuda fue contratado por Dradition Pro Wrestling, empresa dirigida que poseía un acuerdo de trabajo con Toryumon y sus allegados. Fukuda combatió activamente en ella durante los siguientes meses, entrando en feudos con Daisuke Sekimoto y Hisamaru Tajima.

### Secret Base (2009-presente)
Tras la caída de El Dorado, varios de sus antiguos miembros crearon la empresa Secret Base. Fukuda se estableció como el principal luchador de la promoción, dirigiendo a sus miembros en combates contra equipos llegados desde BJPW y otras empresas.

## En lucha
- Movimientos finales
  - Final Flash[1][2] / Mango Splash[6] / Yellow Sky[4] (Frog splash)[2]
  - Puru Puru Bear[1] / Puru Puru Mango[2] (Swinging sitout side slam)
  - Death Valley driver[7] - 2012
  - Diving moonsault[8] - 2005

- Movimientos de firma
  - Grand Salsa Auto[1][2] (Fireman's carry side slam)
  - Arm drag
  - Backhand chop
  - Bearhug
  - Big boot
  - Boston crab
  - Brainbuster[9]
  - Camel clutch
  - Corner clothesline
  - Corner slingshot splash[10]
  - Dropkick
  - Enzuigiri
  - Full Nelson slam
  - Gorilla press drop
  - Harai goshi
  - Hip toss a un oponente cargando
  - Hurricanrana
  - Plancha[9]
  - Rolling kip-up
  - Running corner body avalanche[9]
  - Running crossbody
  - Running jumping elbow drop
  - Running lariat[9]
  - Scoop slam[9]
  - Sitout gutwrench powerbomb
  - Tiger feint kick
  - Vertical drop brainbuster[11]
  - Vertical suplex,[9] a veces desde una posición elevada[9]

- Luchadores dirigidos
  - Poco Takanashi

- Apodos
  - "Mangoball Z"[1]
  - "HUSTLE Justice"[3]

## Campeonatos y logros
- Dramatic Dream Team
  - DDT Iron Man Heavymetalweight Championship (2 veces)
  - DDT Jiyugaoka 6-Man Tag Team Championship (1 vez) - con Peach Owashi & Durian Sawada JULIE

- Michinoku Pro Wrestling
  - Futaritabi Tag Team League (2004) - con Pineapple Hanai

- Secret Base
  - Captain of the Secret Base Championship (1 vez)
  - Captain of the Secret Base Tag Team Championship (1 vez, actual)

- Toryumon
  - UWA World Trios Championship (1 vez) - con Takeshi Minamino & Pineapple Hanai